# 長岡京市
長岡京市（日语：／ Nagaokakyō shi */?）是隸屬日本京都府的行政區劃，位於京都市的西南部；主要市區位於轄內東半部，西部則為山區。名稱源自日本在8世紀曾經設於此地的首都長岡京。

## 人口
| 長岡京市人口分布圖 |                                                 |  |
| 長岡京市與日本全國年齡別人口分布比較圖 （2005年資料） | 長岡京市的年齡、男女別人口分布圖 （2005年資料） |  |
| ■紫色是長岡京市 ■綠色是全国 | ■藍色是男性 ■紅色是女性                         |  |
| 長岡京市人口變化 \| 1970年 \| 51,414人 \| \| \| 1975年 \| 65,557人 \| \| \| 1980年 \| 71,445人 \| \| \| 1985年 \| 75,242人 \| \| \| 1990年 \| 77,191人 \| \| \| 1995年 \| 78,697人 \| \| \| 2000年 \| 77,846人 \| \| \| 2005年 \| 78,335人 \| \| \| 2010年 \| 79,844人 \| \| \| 2015年 \| 80,090人 \| \| \| 2020年 \| 80,608人 \| \| |                                                 |  |
| 資料來源：日本總務省統計中心提供之人口普查數據 |                                                 |  |
| 1970年 | 51,414人                                        |  |
| 1975年 | 65,557人                                        |  |
| 1980年 | 71,445人                                        |  |
| 1985年 | 75,242人                                        |  |
| 1990年 | 77,191人                                        |  |
| 1995年 | 78,697人                                        |  |
| 2000年 | 77,846人                                        |  |
| 2005年 | 78,335人                                        |  |
| 2010年 | 79,844人                                        |  |
| 2015年 | 80,090人                                        |  |
| 2020年 | 80,608人                                        |  |

## 歷史
在令制國時代此地屬於山城國乙訓郡，784年桓武天皇將首都由平城京遷至此，建立長岡京，當時的長岡京範圍分布在現今京都市、向日市和長岡京市轄區之內，其中長岡京的南部位於長岡京市內。
14世紀南北朝時代，屬於北朝的細川賴春在此興建了勝龍寺城，到戰國時代末期先後成為松永久秀和三好三人眾的勢力範圍；1568年織田信長上洛期間攻下了此城，並在1571年交由細川藤孝治理，1578年細川藤孝之子細川忠興及細川玉子即在此完婚。
1582年本能寺之變後，明智光秀一度佔有此城，在山崎之戰敗給羽柴秀吉後曾先退回此城，後才於從此前往坂本城的路上遭遇落武者狩襲擊而亡。
此後此城遭廢棄直到江戶時代初期1633年被封給原領有8,000石的旗本永井直清，永井直清也因此領有石高增至1萬2,000石成為大名，並將其居所定於長岡，在此建立長岡陣屋，也因此成立了山城長岡藩，但在1649年其被轉封至高槻藩後，此地區成為分屬皇室、公家、幕府及相關人員的領地。
1868年江戶幕府結束後，先後隸屬新成立的京都裁判所和京都府；1889年實施町村制，現在的長岡京市轄區在當時分屬新神足村、海印寺村、乙訓村，1949年這三村合併為長岡町，1972年長岡町改制為市，但因為當時在新潟縣已有長岡市，因此改制時同時改使用長岡京市做為新的名稱。

### 變遷表
| 1889年4月1日 | 1889年 - 1926年 | 1926年 - 1944年 | 1945年 - 1954年      | 1955年 - 1989年        | 1989年 - 现在          | 现在                   |
| ------------ | --------------- | --------------- | -------------------- | ---------------------- | ---------------------- | ---------------------- |
| 乙训村       | 乙训村          | 乙训村          | 1949年10月1日 长冈町 | 1972年10月1日 长冈京市 | 1972年10月1日 长冈京市 | 1972年10月1日 长冈京市 |
| 新神足村     |                 |                 | 1949年10月1日 长冈町 | 1972年10月1日 长冈京市 | 1972年10月1日 长冈京市 | 1972年10月1日 长冈京市 |
| 海印寺村     |                 |                 | 1949年10月1日 长冈町 | 1972年10月1日 长冈京市 | 1972年10月1日 长冈京市 | 1972年10月1日 长冈京市 |

## 交通
轄內有西日本旅客鐵道的東海道本線、東海道新幹線及阪急電鐵的京都本線三條鐵路路線皆以南北方向通過轄內，其中東海道新幹線未在轄內設有車站，另外兩條鐵路皆可向北連接京都，往南通往大阪。公路則有名神高速公路及京都縱貫自動車道分別自東西兩側南北穿過轄內。

### 鐵路
- 西日本旅客鐵道（JR西日本）
  - 東海道本線 （JR京都線）：（←向日市） - 長岡京車站 - （大山崎町→）
- 阪急電鐵（阪急）
  - 京都本線：（←大山崎町） - 西山天王山車站 - 長岡天神車站 - （向日市→）

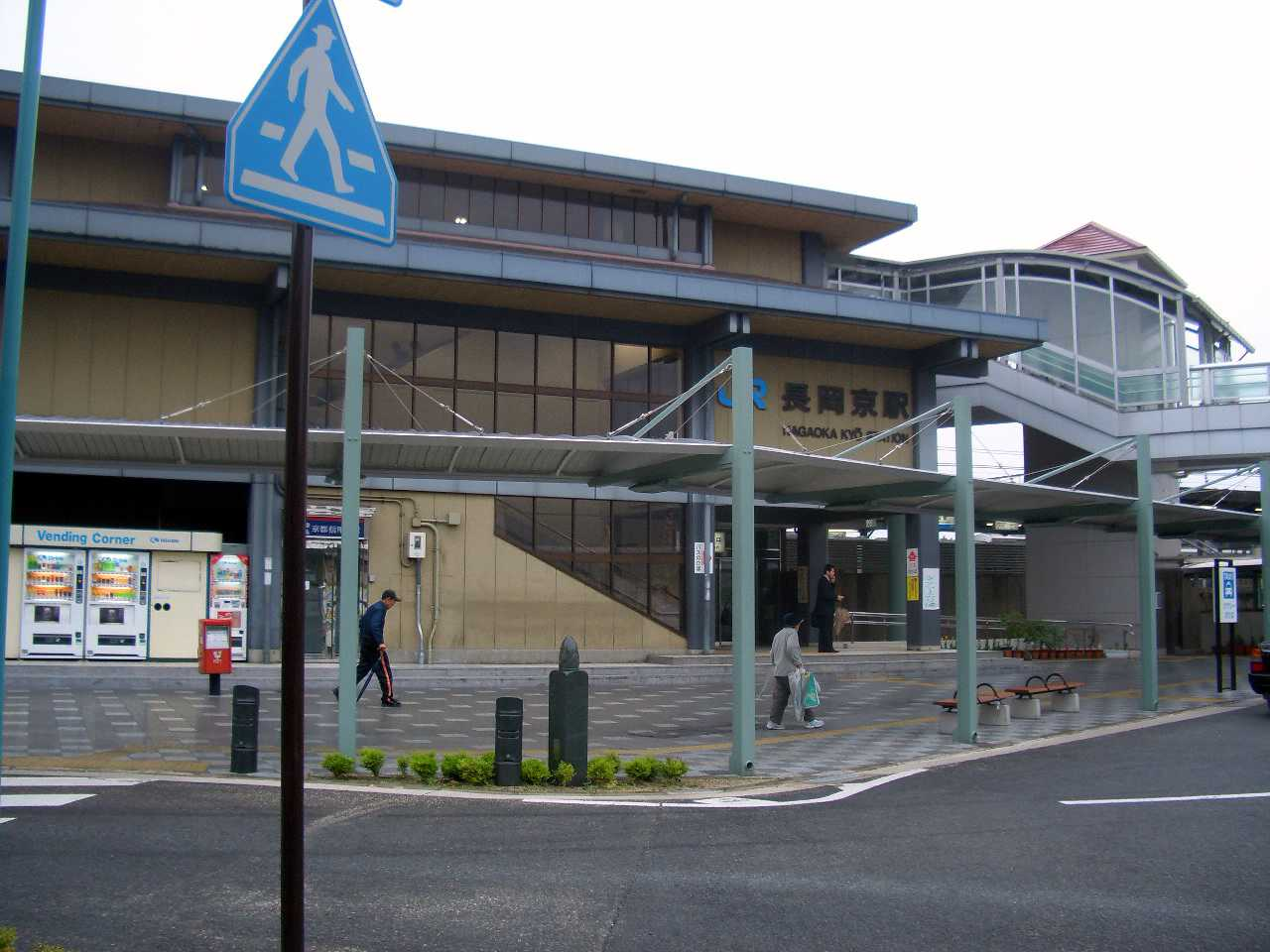
長岡京車站
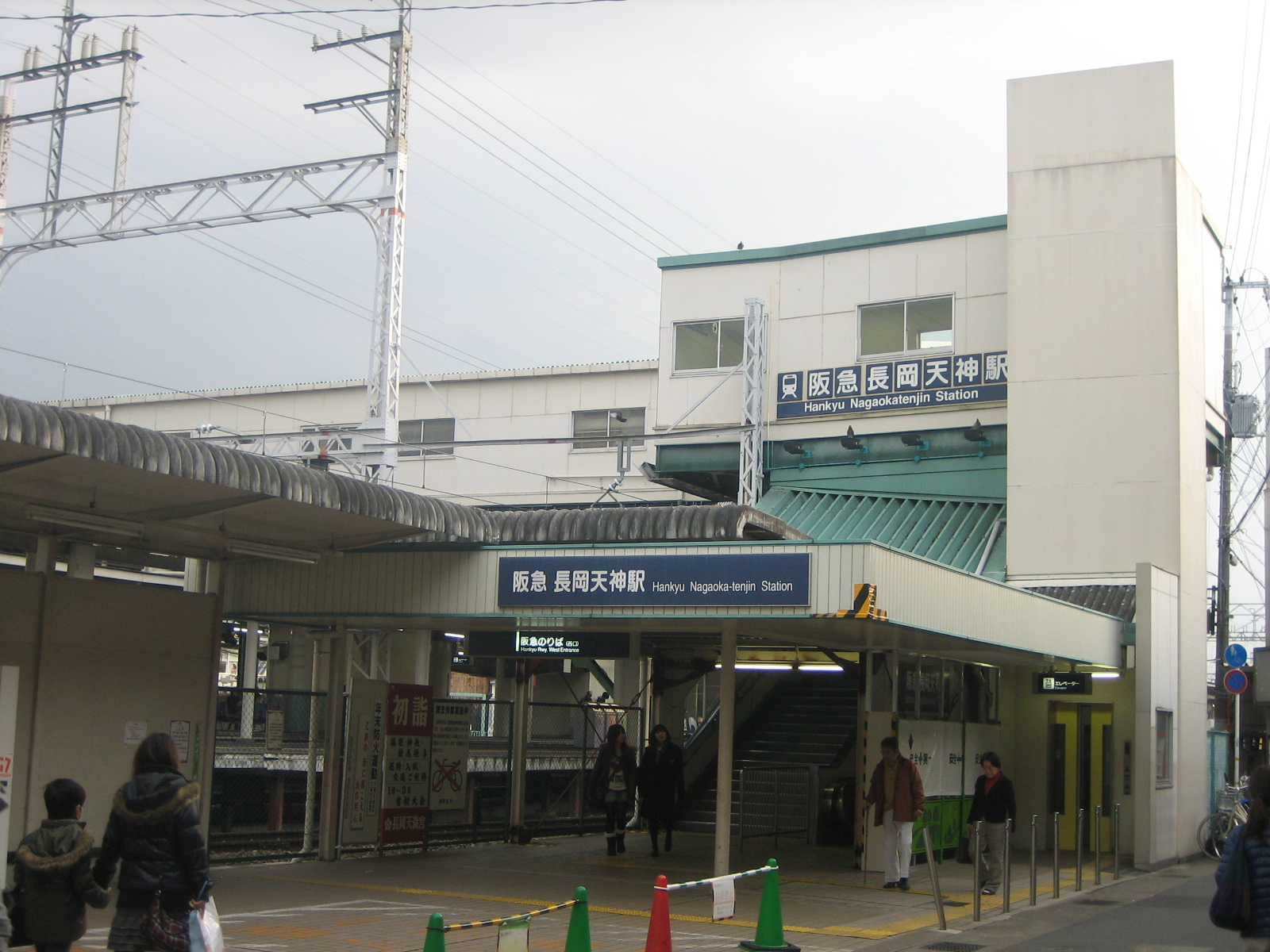
長岡天神車站
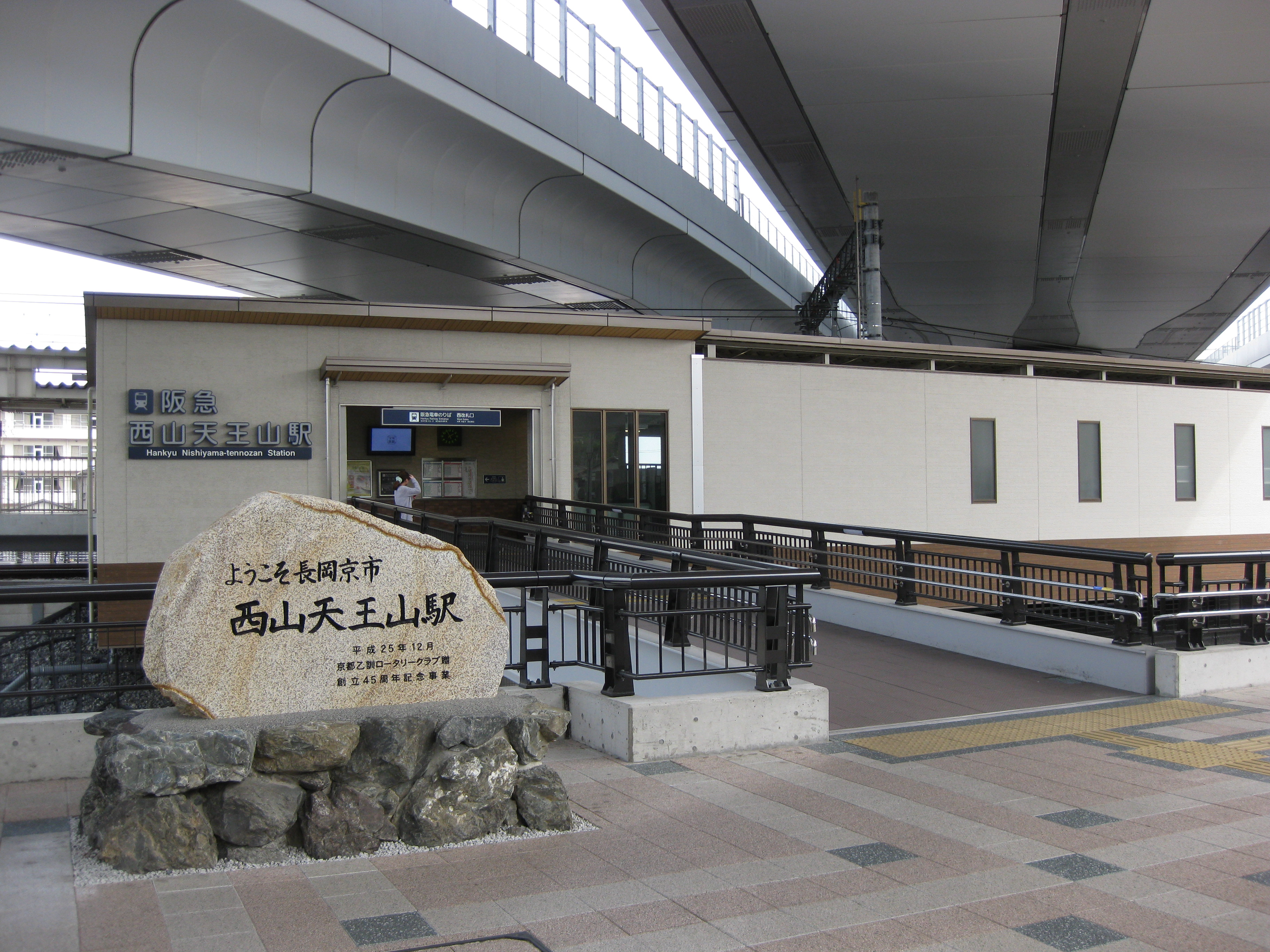
西山天王山車站

## 觀光資源
- 長岡天滿宮（日语：長岡天満宮）
- 勝龍寺城公園

## 著名企業
- 村田製作所：著名電子零件專業製造廠

## 本地出身之名人
- 家長昭博：足球運動選手。
- 宇佐美貴史：足球運動選手。
- 海堀步：女子足球運動選手。

## 外部連結
- （日語） 長岡京市政府的Facebook專頁
- （日語） 長岡京市政府的X（前Twitter）
- （日語） 長岡京市觀光協會 （页面存档备份，存于）